# Dave's Old Porn
Dave's Old Porn è un programma televisivo statunitense di genere comico, andato in onda per due stagioni dal 2011 al 2012 su Showtime, condotto da Dave Attell, affiancato di volta in volta da ospiti diversi in ogni puntata. In Italia è stato trasmesso con il titolo Dave's Old Porn Tutti pazzi per il porno sul canale televisivo Cielo a partire dal 2021.

## Format
Attell e il suo co-conduttore ospite della puntata recensiscono degli spezzoni di film pornografici della "Golden Age of Porn" degli anni settanta-ottanta. Attell è affiancato da un collega comico per fare battute sulla varie scene porno visionate di volta in volta. Abitualmente, ogni puntata è focalizzata su una particolare pornostar. Vicino al termine dell'episodio, i due vengono raggiunti in studio da un attore o un'attrice porno i cui film erano stati visionati nel corso della puntata.
Tutti gli atti sessualmente espliciti come fellatio, cunnilingus, eiaculazione, ecc. sono censurati, con sovraimpressione di immagini di VHS, cartoni animati, cibo, una strategicamente piazzata immagine del viso di Attell, o del divano sul quale sono seduti gli ospiti.

## Episodi e ospiti

### Stagione 1
| Episodio | Data             | Comico                             | Pornostar                            | Film | Anno film                               | Cast film                                                                 |
| -------- | ---------------- | ---------------------------------- | ------------------------------------ | --- | --------------------------------------- | ------------------------------------------------------------------------- |
| 1        | 20 ottobre 2011  | Whitney Cummings                   | Ron Jeremy                           | Tramp Bad Girls Bad Girls II E3: The 'Extra Testicle' Bad Girls IV | 1980 1981 1983 1985 1986                | Pia Snow Ron Jeremy John Leslie Jacqueline Lorains                        |
| 2        | 27 ottobre 2011  | Chelsea Handler The Sklar Brothers | —                                    | The Pony Girls Teenage Twins Teenage Madam 800 Fantasy Lane That's My Daughter Expose Me Now Rub Down                                                                                | 1976 1977 1979 1982 1983 1985           | Jamie Gillis Harry Reems Brooke e Taylor Young                            |
| 3        | 3 novembre 2011  | —                                  | Belladonna Bobbi Starr Kristina Rose | Pleasure Motel Gina: The Foxy Chick Like Mother, Like Daughter Teenage Madam Lure of the Triangle California Gigolo The Untamed 800 Fantasy Lane Sweet Throat Call Girl Spermbusters | 1973 1974 1977 1978 1979 1980 1982 1985 | Lisa De Leeuw Olinka Beth Anna                                            |
| 4        | 10 novembre 2011 | Bill Burr                          | Nina Hartley                         | The Ultimate Lover The Black Mystique Sorority Pink Sorority Pink 2 | 1986 1989                               | Nina Hartley Tracey Adams Amber Lynn Porsche Lynn Eric Edwards Ron Jeremy |
| 5        | 17 novembre 2011 | Adam Carolla                       | Georgina Spelvin                     | Miss Jones 3 A.M. Fantasy For Richer for Poorer The Seven Seductions | 1973 1975 1979 1981                     | Georgina Spelvin Harry Reems Robert Kerman                                |
| 6        | 24 novembre 2011 | Jim Norton                         | Seka                                 | Flesh of the Lotus Heavenly Desire On White Satin Ultra Flesh Prisoner of Paradise Sweet Alice                                                                                       | 1971 1979 1980 1983                     | Seka Paul Thomas John Leslie Luis De Jesus Johnny Keyes John Holmes       |
| 7        | 1º dicembre 2011 | Margaret Cho                       | Paul Thomas                          | Shiela's Payoff Untamed Deep Rub Fantasy World | 1977 1979                               | Paul Thomas Desiree Cousteau Serena Annette Haven Kay Parker              |
| 8        | 8 dicembre 2011  | Greg Fitzsimmons                   | Sharon Kane                          | Small Town Girls Fantasy World Deep Rub Summer School Fantasy Hot Legs Nasty Girls Sorority Pink 2                                                                                   | 1979 1977 1983 1989                     | Sharon Kane John Holmes Laurien Dominique Paul Thomas Nina Hartley        |

### Stagione 2
| Episodio | Data             | Comico                       | Pornostar                                       | Film | Anno film                     | Cast film                                                                                           |
| -------- | ---------------- | ---------------------------- | ----------------------------------------------- | --- | ----------------------------- | --------------------------------------------------------------------------------------------------- |
| 1        | 8 novembre 2012  | Kathy Griffin                | Tom Byron                                       | Private Teacher Tomboy Little Girls Talking Dirty Ginger Does 'Em All Loose Times at Ridley High Private Teacher Spermbusters Suzie Superstar...The Search Continues Naughty Neighbors Taboo American Style #3 | 1983 1984 1985 1988 1989 2001 | Misty Regan Tom Byron Joey Silvera Janey Robbins Victoria Paris Kassi Nova                          |
| 2        | 15 novembre 2012 | Joe Rogan                    | Ginger Lynn                                     | Undressed Rehearsal Modeling Studio Ball Busters Panty Raid The Pink Lagoon: A Sex Romp In Paradise Pretty As You Feel Girls on Fire                                                                           | 1984                          | Ginger Lynn Jerry Butler Raven Lois Ayres John Holmes                                               |
| 3        | 22 novembre 2012 | Amy Schumer                  | Robert Kerman                                   | Giochi maliziosi Pleasure Palace Lorelei | 1978 1979 1984                | Bambi Woods Robert Kerman Serena Herschel Savage Eric Edwards Jamie Gillis                          |
| 4        | 29 novembre 2012 | Artie Lange                  | Vanessa del Rio                                 | Swedish Erotica #29 Little Big Man Jacquette Afternoon Delights Co-Ed Fever The Filthy Rich: A 24 K-Dirty Movie Aphrodesia's Diary                                                                             | 1976 1980 1981 1984           | Vanessa Del Rio Jessie St. James                                                                    |
| 5        | 6 dicembre 2012  | Judah Friedlander Rob Zombie | Joanna Angel                                    | Tomatoes Devil's Ecstacy Three Cheers For BJU Born Erect The Bride's Initiation F (And Lots Of It) Water Power                                                                                                 | 1970 1974 1976 1980           | John Leslie Marc Brock                                                                              |
| 6        | 13 dicembre 2012 | Lisa Lampanelli              | Herschel Savage Ron Jeremy                      | The Good Girls of Godiva High The Blonde Expose Me Now Beverly Hills Wives Marina Heat | 1980 1982 1985                | Amber Lynn Tracey Adams Herschel Savage Honey Wilder Gretchen Sweet Richard Pacheco Danielle Martin |
| 7        | 20 dicembre 2012 | Marc Maron                   | Christy Canyon                                  | Dirty Sharry You Make Me Wet Doctor Desire Sore Throat Swedish Erotica 58 Hypnotic Sensations | 1984 1985                     | Christy Canyon Paul Thomas Robin Cannes Don Hart Ron Jeremy Bunny Bleu Ginger Lynn                  |
| 8        | 27 dicembre 2012 | Andy Dick Adrianne Curry     | Sean Michaels Kayden Kross Jesse Jane Asa Akira | The Blowhard Virgin Dreams All The Senator's Girls California Gigolo Frat House Ultra Flesh The Little French Maid Call Girl                                                                                   | 1974 1977 1979 1980 1981 1983 | John Holmes Olinka                                                                                  |